# Stenogobius hawaiiensis
Stenogobius hawaiiensis es una especie de pez de la familia de los Gobiidae en el orden de los Perciformes.

## Morfología
Los machos pueden llegar a alcanzar los 11,4 cm de longitud total.

## Alimentación
Come algas, gusanos, crustáceos y larvas de insectos.

## Hábitat
Es un pez de clima tropical y demersal.

## Distribución geográfica
Se encuentra en Oceanía: Hawái.

## Observaciones
Es inofensivo para los humanos.